# تشم وزير (مقاطعة دورة)
تشم‌وزير (بالفارسية: چم‌وزیر) هي قرية تقع في Shurab Rural District في إيران. يقدر عدد سكانها بـ 87 نسمة بحسب إحصاء 2016.